# Stančići (Chorwacja)
Stančići – wieś w Chorwacji, w żupanii bielowarsko-bilogorskiej, w mieście Bjelovar. W 2011 roku liczyła 91 mieszkańców.